# Brieulles-sur-Meuse
Brieulles-sur-Meuse is een gemeente in het Franse departement Meuse (regio Grand Est) en telt 322 inwoners (1999).
De plaats maakt deel uit van het kanton Stenay in het arrondissement Verdun. Tot 1 januari 2015 was het deel van het kanton Dun-sur-Meuse, dat op die dag werd opgeheven.

## Geografie
De oppervlakte van Brieulles-sur-Meuse bedraagt 23,7 km², de bevolkingsdichtheid is 13,6 inwoners per km². Doorheen de dorpskern loopt de Wassieux die kort nadien bij de oostelijke gemeentegrens in de Maas uitmondt.
De onderstaande kaart toont de ligging van Brieulles-sur-Meuse met de belangrijkste infrastructuur en aangrenzende gemeenten.

## Demografie
Onderstaande figuur toont het verloop van het inwonertal (bron: INSEE-tellingen).

## Monumenten

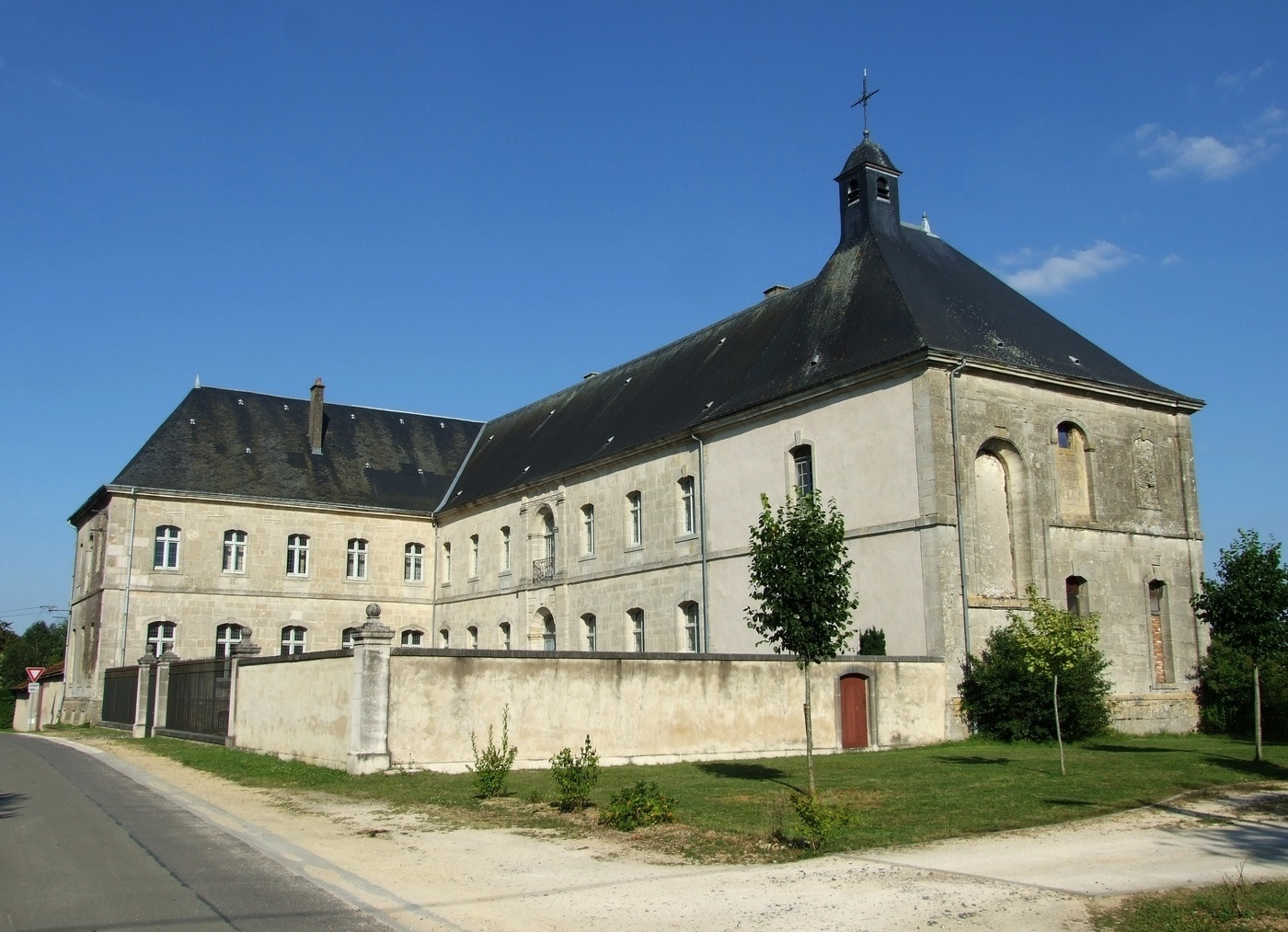
Résidence des Prémontrés

- Deutscher Soldatenfriedhof Brieulles-sur-Meuse; hier rusten 11.218 Duitse soldaten uit de Eerste Wereldoorlog.
- Nécropole nationale de Brieulles-sur-Meuse, oorlogsbegraafplaats met gesneuvelden uit beide wereldoorlogen; hier rusten 2572 Franse soldaten, 1 Brit, 123 Russen en 35 Belgen.
- Klooster uit de 18e eeuw van de orde van de norbertijnen.

Aincreville · Autréville-Saint-Lambert · Baâlon · Beauclair · Beaufort-en-Argonne · Brieulles-sur-Meuse · Brouennes · Cesse · Cléry-le-Grand · Cléry-le-Petit · Doulcon · Dun-sur-Meuse · Fontaines-Saint-Clair · Halles-sous-les-Côtes · Inor · Lamouilly · Laneuville-sur-Meuse · Liny-devant-Dun · Lion-devant-Dun · Luzy-Saint-Martin · Martincourt-sur-Meuse · Milly-sur-Bradon · Mont-devant-Sassey · Montigny-devant-Sassey · Moulins-Saint-Hubert · Mouzay · Murvaux · Nepvant · Olizy-sur-Chiers · Pouilly-sur-Meuse · Sassey-sur-Meuse · Saulmory-Villefranche · Stenay · Villers-devant-Dun · Wiseppe